# 共濟會會員列表

共濟會標誌

本页面列出有记载和公开的共濟會會員。该列表以人物姓氏的拉丁字母为顺序排列。
在某些情况下，一个人是否是共济会会员只能通过搜索共济会自己的档案记录来证明其会员身份的真实性。此类记录通常保存在分会所级别的位置（英語：Lodge），也可以保存在总会所，并且可能由于火灾、洪水等而造成档案遗失。

## A
- 約翰·阿伯特（Sir John Joseph Caldwell Abbott，1821年3月12日－1893年10月30日），加拿大總理[1]
- 阿古斯汀一世（Agustín Cosme Damián de Iturbide y Arámburu，1783年9月27日－1824年7月19日），墨西哥帝國皇帝[2]
- 巴茲·奧爾德林（Buzz Aldrin，1930年1月20日－），美國飛行員和登月宇航員[3]
- 埃洛伊·阿爾法羅（Eloy Alfaro Delgado，1842年6月25日－1912年1月28日），厄瓜多爾總統[4]
- 薩爾瓦多·阿連德（Salvador Allende，1908年7月26日－1973年9月11日），智利總統[3]
- 愛德華·阿普爾頓（Sir Edward Appleton，1892年9月6日－1965年4月21日），英國的諾貝爾物理學獎獲得者[3]
- 小約翰·阿姆斯特朗（John Armstrong, Jr.，1758年11月25日－1843年4月1日），美國戰爭部長[5]
- 約翰·雅各·阿斯特（John Jacob Astor，1763年7月17日－1848年3月29日) ，美國歷史上第四巨富[6]
- 穆斯塔法·凱末爾·阿塔蒂爾克（Mustafa Kemal Atatürk，1881年3月12日－1938年11月10日），现代土耳其创立者，土耳其共和國第一任總統[7][8][9][註 4]
- 金·奧崔（Orvon Gene Autry，1907年9月29日－1998年10月2日），美國鄉村音樂歌手和演員[11]

## B
- 約翰·克里斯蒂安·巴赫（Johann Christian Bach，1735年9月5日－1782年1月1日），德国和英国音乐家[12]
- 米哈伊爾·巴枯寧（Михаил Александрович Бакунин，1814年5月30日－1876年7月13日），俄國革命家[13]
- 弗里德利·奧古斯特·巴特勒迪（Frédéric Auguste Bartholdi，1834年4月2日－1904年10月4日），法國雕塑家，美国自由女神作者[14]
- 埃德蒙·巴頓（Sir Edmund Barton，1849年1月18日－1920年1月7日），澳大利亞政治家和法官，第一任澳大利亞總理[11]
- 愛德華·貝奈斯（Edvard Beneš，ˈɛdvart ˈbɛnɛʃ，1884年5月28日－1948年9月3日），捷克斯洛伐克外交部長、總理和總統[15]
- 理查德·貝德福德·貝內特（Richard Bedford Bennett，1st Viscount Bennett，1870年7月3日－1947年6月26日），加拿大總理[11]
- 勞埃德·本特森（Lloyd Millard Bentsen, Jr.，1921年2月11日－2006年5月23日)，美國參議員、眾議員、財政部部長[11]
- 西爾維奧·貝盧斯科尼（Silvio Berlusconi，1936年9月29日－），意大利政治家、企業家、總理[16]
- 海勒姆·賓厄姆三世（Hiram Bingham III，1875年11月19日－1956年6月6日），美國學者、探險家、政治家，美國參議員，康涅狄格州州長[17]
- 雨果·布萊克（Hugo LaFayette Black，1886年2月27日－1971年9月25日），美國政治家、法學家，美國最高法院大法官[18]
- 摩西·布盧姆（Moses Bloom，1833年－1893年6月14日），美国政治家，艾奧瓦州艾奧瓦城市长[19]
- 西蒙·玻利瓦爾（Simón José Antonio de la Santísima Trinidad Bolívar y Palacios，1783年7月24日－1830年12月17日），拉丁美洲革命家、軍事家、政治家、思想家，大哥倫比亞總統，委內瑞拉總統，秘鲁总统，玻利维亚总统，領導了玻利維亞、哥倫比亞、厄瓜多爾、巴拿馬、秘魯和委內瑞拉取得獨立[20][21]
- 安達斯·波尼斯奧（Andrés Bonifacio，1863年11月30日—1897年5月10日），菲律賓獨立運動領導人[22]
- 哈吉·奧馬爾·邦戈（el Hadj Omar Bongo，1935年12月30日－2009年6月8日），加彭總統[23]
- 羅伯特·萊爾德·博登（Sir Robert Laird Borden，1854年6月26日－1937年6月10日），加拿大總理[24]
- 喧尼斯·鮑寧（Ernest Borgnine，1917年1月24日－2012年7月8日），美國演員，奧斯卡及金球獎影帝;[25][26]
- 詹姆士·包斯威爾（James Boswell，1740年10月29日－1795年5月19日），英國作家[27]
- 麥肯齊·鮑威爾（Sir Mackenzie Bowell，1824年12月27日－1917年12月10日），加拿大總理[20]
- 奧馬爾·布拉德利（Omar Nelson Bradley，1893年2月12日－1981年4月8日），美國陸軍五星上將，參謀長聯席會議主席[20]
- 唐納德·布萊德曼（Sir Donald George Bradman，1908年8月27日－2001年2月25日），被稱為唐（The Don），澳大利亚板球手[28]
- 約翰內斯·勃拉姆斯（Johannes Brahms，1833年5月7日－1897年4月3日），德國和奥地利作曲家[29]
- 威廉·詹寧斯·布萊恩（William Jennings Bryan，1860年3月19日－1925年7月26日），美國政治家、律師，美國國務卿[30]
- 詹姆斯·布坎南（James Buchanan，1791年4月23日－1868年6月1日），美國總統[20]
- 羅伯特·伯恩斯（Robert Burns，1759年1月25日－1796年7月21日），蘇格蘭詩人[31]
- 詹姆斯·F·伯恩斯（James Francis Byrnes，1879年5月2日－1972年4月9日），美國政治家，國務卿和南卡羅來納州州長，最高法院大法官[18]

## C
- 溫斯頓·丘吉爾（Sir Winston Leonard Spencer Churchill，1874年11月30日－1965年1月24日），英國首相，演說家，軍事家和作家[32]

## D
- 亞瑟·柯南·道爾（Sir Arthur Ignatius Conan Doyle，1859年5月22日—1930年7月7日）英國小說家[11]

## E
- 愛德華七世（Edward VII，1841年11月9日－1910年5月6日），英國國王，印度皇帝。[33]
- 溫莎公爵愛德華八世（Edward VIII，1894年6月23日－1972年5月28日），英國國王，印度皇帝。[33]
- 約翰·恩特維斯托（John Entwistle，1944年10月9日－2002年6月27日），英國搖滾樂團谁人乐队的原貝斯手。[34][35]

## F
- 亞伯蘭·费特金（Abram Edward Fitkin，1878年9月18日－1933年3月18日），美国商人，慈善家[36]

## G
- 克拉克·盖博，美国演员。[26][37][38]

## H
- 約翰·埃德加·胡佛（John Edgar Hoover，1895年1月1日－1972年5月2日），美國聯邦調查局第一任局長[39]

## I
- 詹姆斯·艾尔文，美国飞行员、宇航员。[40][41]

## J
- 安德鲁·约翰逊，第17任美国总统。[20][33]

## K
- 迈克尔王子，英国皇室成员。[42][43]

## L
- 特倫特·洛特（Chester Trent Lott, Sr，1941年10月9日－），美国政治家，参议员和众议员[44]

## M
- 莫札特，創作了數首共濟會儀式音樂與讚歌。 [45]
- 阿波里納里奧·馬比尼，首任菲律宾总理。[46]

## N
- 乔治·纳波利塔诺，第11任意大利总统。[47]

## O
- 米海洛·歐布雷諾維奇三世，塞尔维亚大公国大公。[48][49]

## P
- 斯科蒂·皮蓬（Scottie Pippen，1965年9月25日－），美國NBA篮球前鋒[50]
- 马里亚诺·彭西（Mariano Ponce，1863年3月23日－1918年5月23日）, 菲律賓医生和作家[51]

## Q
- 曼努埃爾·奎松，首任菲律宾自由邦总统。[52]

## R
- 夏喬士·羅便臣，第5任香港總督。[53]
- 斯坦福·莱佛士，第2任荷属东印度总督。[54]

## S
- 桑普森·錫姆森，美国慈善家[55]

## T
- 戴夫·托馬斯（英语：Dave Thomas (businessman)），美国慈善家[56]

## Y
- 楊鐵樑，英属香港最高法院末任首席大法官[註 5][57]

## 33°会员
33级会员是共濟會宗教研究级别会员资格。
- 摩西·布盧姆（Moses Bloom，1833年－1893年6月14日），美国政治家，艾奧瓦州艾奧瓦城市长，美国第一个犹太人市长。[19]
- 亞伯蘭·费特金（Abram Edward Fitkin，1878年9月18日－1933年3月18日），美国商人，投资银行家，慈善家。[36]
- 約翰·埃德加·胡佛（John Edgar Hoover，1895年1月1日－1972年5月2日），美國聯邦調查局第一任局長，于1955年获得33°會員資格，並在1956年獲授“大榮譽十字”[註 6][39]。
- 特倫特·洛特（Chester Trent Lott, Sr，1941年10月9日－），美国政治家，参议员和众议员，曾担任参议院多数党领袖。[44]
- 馬里亞諾·蓬塞（Mariano Ponce，1863年3月23日－1918年5月23日），菲律賓医生和作家，在西班牙共濟总會（西班牙语：Grande Oriente Español）被接纳为33°會員。[51]
- 桑普森·錫姆森（Sampson Simson，1780年－1857年），美国慈善家，被称为西奈山医院之父。[55]
- 戴夫·托馬斯（David "Dave" Thomas，1932年7月2日－2002年1月8日），美国慈善家，溫蒂漢堡创始人，1961年11月16日成为33°會員。[56]